# Jerzy Broszkiewicz
Jerzy Broszkiewicz (6. června 1922, Lvov – 4. října 1993, Krakov) byl polský spisovatel a dramatik, autor knih pro mládež.

## Život
Střední školu ukončil Broszkiewicz ve Lvově roku 1940 a zde také studoval hudbu na hudební akademii. Během nacistické okupace Lvova pracoval v Institutu výzkumu tyfu a virů profesora Rudolfa Weigla jako „krmič vší“ (tj. jako člověk, který dával vlastní krev ke krmení vší, přenašečů tyfu, používaných pak pro výrobu vakcíny proti onemocnění).
V letech 1945–1948 pracoval v Krakově jako korektor týdeníku Odrodzenie a jako redaktor časopisu Ruch Muzyczny a v letech 1949–1958 ve Varšavě pracoval v časopise Muzyka, v týdeníku Przegląd Kulturalny a také jako fejetonista Polského rozhlasu. Od roku 1959 žil v Krakově, spolupracoval s divadlem v Nové Huti (Nowa Huta) a věnoval se literatuře.
Jeho tvorba pro dospělé i pro mládež se vyznačuje širokou námětovou (historie, politika, psychologie, hudba, sci-fi) i žánrovou bohatostí (psal povídky¸ romány, divadelní hry a fejetony.

## Dílo

### Knihy pro dospělé
- Oczekiwanie (1948, Očekávání), román věnovaný památce přítele umučeného nacisty, autorův literární debut.
- Obcy ludzie (1948, Cizí lidé), román.
- Kształt miłości (1950–1951, Podoba lásky), dvoudílný román o formování talentu Fredérika Chopina.
- Spotkania z muzyką (1956, Setkání s hudbou), fejetony o hudbě.
- Próba odpowiedzi (1957, Pokus o odpověď), fejetony.
- Długo i szczęśliwie (1970, Dlouho a šťastně), román o polském účastníkovi španělské občanské války).
- Nie cudzołóż, nie kradnij (1971, Nesesmilníš, nepokradeš), pokračování knihy Długo i szczęśliwie.
- Doktor Twardowski (1977–1979), román, volná parafráze pověsti o mistru Twardovském, polském současníkovi Fausta.
- Mały seans spirytystyczny (1979, Malá spiritistická seance), sbírka fiktivních výpovědí slavných i obyčejných lidí, kteří byli na seanci vyvoláni, aby vyprávěli o své smrti (výpovědi jsou seřazeny chronologicky od prehistorického člověka až po oběť atomové bomby).

### Knihy pro mládež
- Opowieść olimpijska (1948, Olympijská povídka),
- Opowieść o Chopinie (1950, Povídka o Chopinovi),
- Jacek Kula (1952), román,
- Emil! Emil! (1954), povídka o Emilu Zátopkovi
- Wielka, większa i największa (1960, Velké, větší, největší), fantastický román, vyprávění o velkém, větším a největším dobrodružství dvou polských dětí, osmileté dívky a desetiletého chlapce (první zažili ve vlasti při hledání ztraceného tříletého chlapce, druhé v africké poušti, kde pomáhali letadlu, které havarovalo, a třetí na planetě Vega).
- Ci z Dziesiątego Tysiąca (1962, česky jako Trosečníci v řece meteorů), sci-fi román z daleké budoucnosti.
- Oko Centaura (1964, Oko Centaura), sci-fi román, pokračování knihy Ci z Dziesiątego Tysiąca.
- Długi deszczowy tydzień (1966, Druhý deštivý týden), sci-fi román, pokračování knihy Wielka, większa i największa.
- Kluska, Kefir i Tutejszy (1967), povídka.
- Mój księżycowy pech (1970, Moje lunární nehoda), sci-fi.
- Mister Di (1972), fantastická povídka.
- Samotny podróżny (1973), Osamělý poutník), román o Mikuláši Koperníkovi.
- Bracia Koszmarek, magister i ja (1980, Bratři Můrkovi, magistr a já), román.

### Divadelní hry
- Bancroftowce 1953, Rodina Bancroftů), společně s Gustawem Gottesmanem.
- Imiona władzy (1957, česky jako Břemeno svobody), dramatický triptych (tři jednoaktovky) o boji o moc.
- Jonasz i błazen (1958, Jonáš a blázen), fraška.
- Głupiec i inni (1959, Hlupák a ti druzí), tragikomedie.
- Dwie przygody Lemuela Gulliwera (1960, Dvě příhody Lemuela Gullivera), hra o dvou dějstvích.
- Dziejowa rola Pigwy (1960, Dějinná role Kdoule).
- Skandal w Hellbergu (1961, Skandál v Hellbergu), hra o fašismu v Německu.
- Koniec księgi VI (1963, Konec knihy VI), historická komedie o Mikuláši Koperníkovi.

### Filmové scénáře
- Podhale w ogniu (1956, Podolí v ohni), česky jako Vzpoura bezejmenných, polský historický film o selské vzpouře na Ukrajině v letech 1650–1651, režie Jan Batory a Henryk Hechtkopf.
- Biały niedźwiedź (1959, Bílý medvěd), polský film o Židovi uprchlém z transportu, režie Jerzy Zarzycki a Konrad Nałęcki.
- Zwischen Montag und Samstag (1961, Mezi pondělím a sobotou), německý televizní film, režie Konrad Swinarski.
- Panienka z okienka (1964, Slečna z okénka), polský historický film, režie Maria Kaniewska.

## Filmové adaptace
- Młodość Chopina (1952, Chopinovo mládí), polský film podle románu Kształt miłości, režie Aleksander Ford.
- Wielka, większa i największa (1963, Velké, větší, největší), polský film, režie Anna Sokolowska.
- Kopernik (1933, Koperník), polský film podle románu Samotny podróżny, režie Ewa Petelska a Czesław Petelski.

## Česká vydání
- Rodina Bancroftů, ČDLJ, Praha 1953, přeložil Karel Málek.
- Hlupák a ti druzí, DILIA, Praha 1962, přeložil Jaroslav Langer.
- Skandál v Hellbergu, DILIA, Praha 1963, přeložil Jaroslav Langer.
- Jonáš a blázen, DILIA, Praha 1963, přeložil Jaroslav Langer.
- Velké, větší, největší, SNDK, Praha 1963, přeložila Anetta Balajková.
- Konec knihy VI, DILIA, Praha 1964, přeložil Jaroslav Langer.
- Břemeno svobody, DILIA, Praha 1966, přeložil Jaroslav Langer.
- Dvě příhody Lemuela Gullivera, DILIA, Praha 1967, přeložil Jaroslav Langer.
- Podoba lásky, Svoboda, Praha 1976, přeložil Richard Vyhlídal.
- Trosečníci v řece meteorů, Albatros, Praha 1977, přeložil Jaroslav Simonides.
- Konec knihy VI, DILIA, Praha 1979, přeložil Miloš Vejrostek.
- Dlouho a šťastně, Naše vojsko, Praha 1985, přeložila Helena Stachová.
- Doktor Twardowski, Práce, Praha 1987, přeložila Aneta Balajková.